# Abdéritain

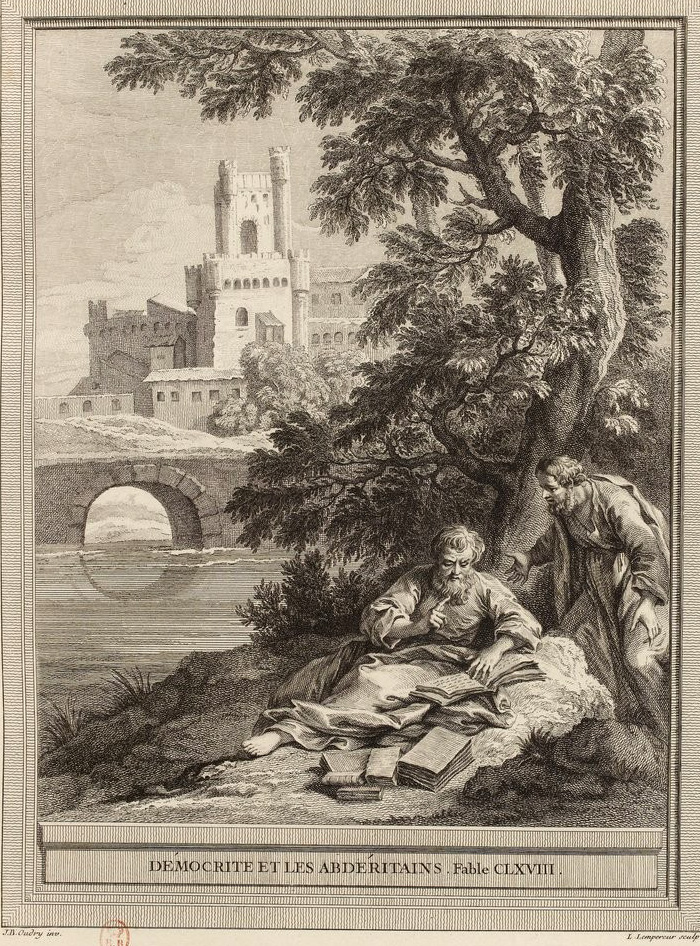
Gravure réalisée par Louis Simon Lempereur d'après un dessin de Jean-Baptiste Oudry représentant la fable Démocrite et les abdéritains de Jean de La Fontaine (fable 26 du livre VIII)

Les Abdéritains ou école d'Abdère renvoient à un mouvement philosophique, né dans la cité maritime d'Abdère, au début de l'époque classique. Ce mouvement est élaboré par Leucippe et surtout Démocrite, les fondateurs de l'atomisme.
Le peintre Camille Corot représente  Démocrite et les Abdéritains dans un paysage présenté au Salon de 1841, conservé au Musée des Beaux-Arts de Nantes.